# Harpagophyton
Harpagophytum procumbens
Espèce
Classification phylogénétique
L'harpagophyton (Harpagophytum procumbens), communément appelée « griffe du diable », « Sengaparile », « Devil's Claw », « Duiwelsklou »  ou « racine de Windhoek » (du nom de la capitale namibienne), ou bien souvent simplement appelée « harpagophytum », est une plante herbacée vivace du genre Harpagophytum, de la famille des Pedaliaceae, qui tire son nom savant du grec harpagos (crochet, grappin) évoquant les aiguillons de ses fruits lignifiés.
L'espèce H. procumbens  regroupe deux sous-espèces (« subsp. », pour sub-species) :
1. H. procumbens subsp. procumbens
2. H. procumbens subsp. transvaalensis

Cette plante fait depuis longtemps partie de la pharmacopée traditionnelle du sud de l'Afrique et est utilisée dans le monde depuis les années 1970-1980, principalement comme anti-inflammatoire et pour atténuer ou guérir certaines douleurs (rhumatismes, arthrites ou lombalgies).

## Habitation, répartition
Cette espèce pousse dans l'hémisphère sud (Afrique du Sud, Namibie, Botswana...), particulièrement dans les régions semi-désertiques de l'Afrique australe, et plus particulièrement en Namibie.

## Description

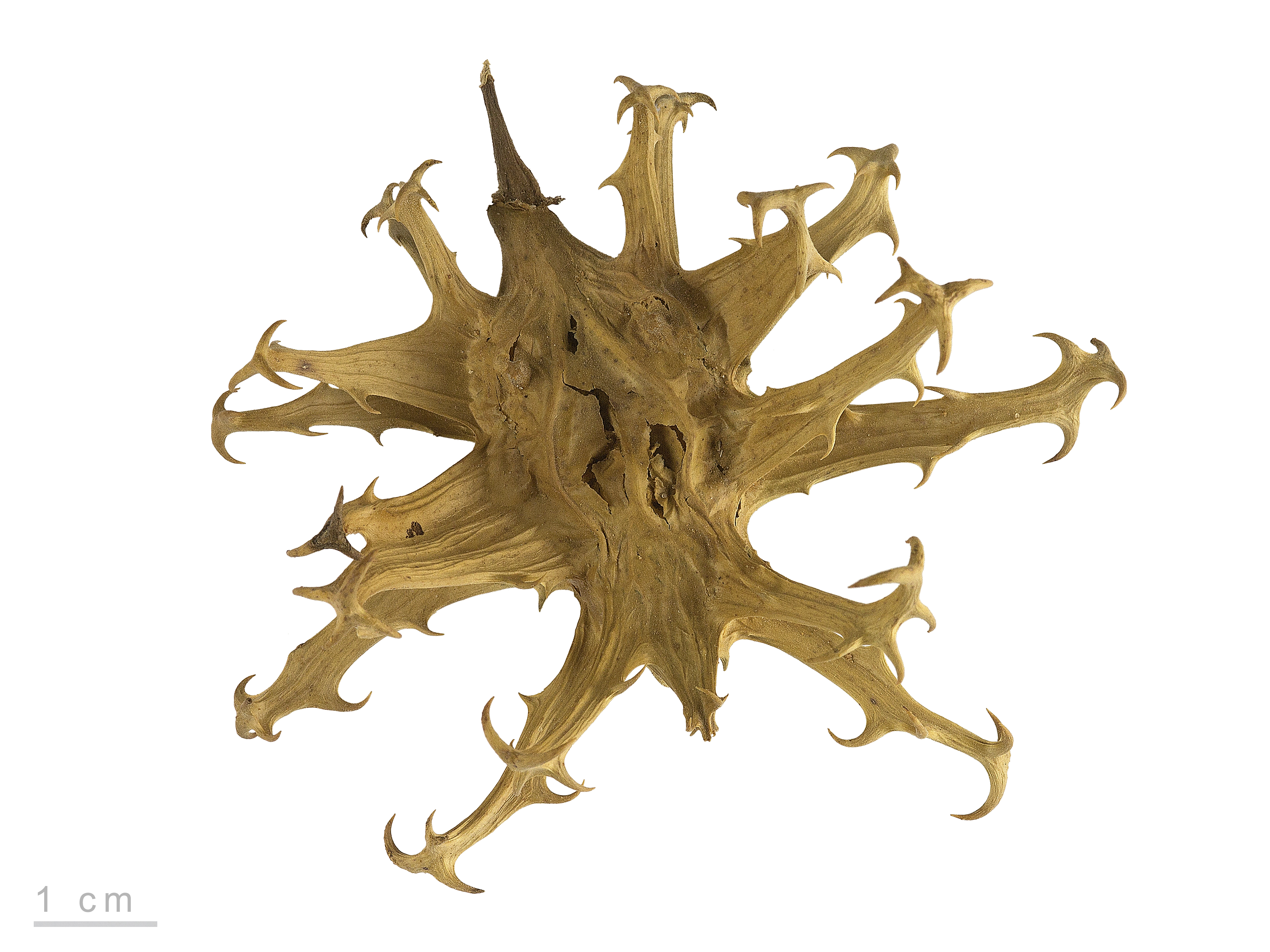
Fruit d'Harpagophytum procumbens

Harpagophytum procumbens est une herbacée vivace dont la tige rampant sur le sol porte des feuilles alternes au limbe ovoïde et des fleurs en forme de trompette, de couleur rouge-violacée.
Le fruit est une capsule ligneuse munie d'une couronne garnie de plusieurs crochets acérés lui permettant de s'accrocher aux animaux voire de s'enfoncer dans leur chair, ce qui vaut à la plante d'être surnommée « la griffe du diable ».
Quand un animal s'agite pour se libérer des crochets plantés dans sa chair ou emmêlés à sa fourrure, il contribue à épandre autour de la plante-mère ou à distance les dizaines de graines noires et allongées (7 à 8 mm de long) que contient chaque fruit (jusqu'à 48 graines par fruit) ; le fruit assure ainsi la dissémination de la plante.
Sa racine principale, lignifiée, a un important développement vertical en profondeur (jusqu’à 50 cm de long) ; De cette racine principale partent des racines secondaires formant des tubercules de réserve, bulbeux et parfois énormes, pouvant peser jusqu'à 1,5 kg. Ils s'étendent sur environ 1,5 m et sont trouvés jusqu’à 2 m de profondeur, servant de stock d'eau et de nutriments à la plante qui peut ainsi résister aux périodes de sécheresse. Seuls ces tubercules (qui constituent jusqu’à 90 % du poids de la plante) sont utilisés en pharmacie et dans la médecine traditionnelle du sud de l'Afrique (les colons européens ont appris des Africains qu'ils pouvaient l'utiliser pour traiter leurs arthrites).

## Récolte et préparation
Les racines sont traditionnellement récoltées en creusant le sol. Riches en eau, une fois mises au jour, elles ne tardent pas à moisir et pourrir si elles ne sont pas immédiatement finement hachées et séchées.
Cette racine est souvent involontairement mélangée à celle d'une autre plante très proche et anatomiquement semblable, et qui possède un effet similaire, mais moindre (Harpagophytum zeyheri), ce qui pourrait expliquer une partie de l'efficacité variable de la poudre de racine selon son origine (la qualité du séchage et la variabilité génétique des plantes pourraient aussi être en cause).
Ces deux plantes contiennent des iridoïdes mais Harpagophytum zeyheri contient moins d'harpagoside et contient aussi un autre iridoïde (8-p-coumaroylharpagide). Le rapport harpagoside/8-p-coumaroylharpagide peut donc être utilisé pour distinguer les deux espèces chimiquement et la teneur d'un médicament en H procumbens. Les extraits aqueux de ces deux plantes présentent un effet anti-inflammatoire et un effet analgésique semblables.
La racine séchée est généralement cryobroyée pour être réduite en poudre. Elle est ensuite préparée pour produire différents types de médicaments (poudre/cachets/gélules/emplâtre, extraits aqueux, extrait éthanolique).

## Usages médicaux
Son usage en Afrique est probablement ancien ; les guérisseurs khoïkhoïs, san, namaqua et bantous connaissent bien les propriétés anti-inflammatoires des racines secondaires ; ils utilisent les racines de cette plante contre certains troubles de la digestion, la constipation, des maladies du sang comme fébrifuge et contre certaines douleurs (en particulier de l’accouchement) et pour faciliter la cicatrisation de la peau (blessures, ulcères et furoncles).
Elle aurait été introduite en Europe en 1953 par O.H. Volk, qui l'a utilisé contre des maladies métaboliques, avant que l'on constate son utilité contre les arthroses, mais c'est un soldat allemand et futur fermier (G.H. Mehnert) qui durant les révoltes des Hottentots et des Herreros (en 1904-1906) aurait acquis ce savoir phytothérapeutique auprès d’un indigène initié.
Aujourd'hui, Harpagophytum procumbens est une plante médicinale reconnue dont la racine est inscrite dans la pharmacopée européenne avec l'indication : « traditionnellement utilisée dans le traitement symptomatique des manifestations articulaires douloureuses mineures. » De son côté, la British Herbal Pharmacopoeia reconnaît à la griffe du diable des propriétés d'analgésique, (testé chez la souris et le rat en laboratoire), de sédatif mais aussi de diurétique.
Depuis les années 1970-1980, l'essor de la phytothérapie et de certaines médecines alternatives s'est notamment appuyé sur le succès de la racine d'harpagophyton dans la prise en charge de plusieurs troubles articulaires, dont résistants aux anti-inflammatoires classiques (lombalgies ou arthrites dans la maladie de Lyme par exemple).

On l'utilise notamment contre l'ostéoarthrite, arthrite rhumatoïde, la goutte, certaines myalgies, le lumbago, le mal de dos chronique et certains problèmes gastrointestinaux ou améliorer le confort de patients souffrant de certains rhumatismes, arthrites ou lombalgies.
Il améliorerait aussi la souplesse des articulations, mais il ne semble pas y avoir eu d'études portant directement sur ce point.
Son intérêt est discuté pour certains des maux suivants, mais l'harpagophyton a été recommandé par certains auteurs pour le traitement de certaines maladies du foie, des reins, de la vésicule biliaire et de la vessie.
Il stimulerait aussi l'appétit et la digestion, ainsi que l'augmentation du bon cholestérol et des acides gras dans le sang et limiterait certains troubles gastro-intestinaux, les brûlures d'estomac et la goutte.
Il a parfois été recommandé contre le diabète, et contre le durcissement des artères, pour les problèmes menstruels, ou encore contre les maux de tête.
La griffe du diable est enfin parfois utilisée en traitement externe pour soigner les articulations, mais aussi certaines plaies, des ulcères, des furoncles et d'autres lésions de la peau.

### Principes actifs
Plusieurs molécules d'intérêt des harpagophytums médicinaux (H. procumbens et H. zeyheri)  pourraient être des principes actifs :
1. l'harpagoside, molécule appartenant au groupe des iridoïdes, est le principe actif le plus étudié dans cette plante[11], avec des taux variant chez les deux espèces utilisées de 1,0 % à 3,3 %. Cette molécule (également trouvée dans quelques autres plantes, par exemple chez les scrofulaires[12] considérées comme une alternative justifiée possible à l'harpagophytum) est présente et active dans l'extrait aqueux sec, avec un effet analgésique périphérique significatif (chez les souris et le rat de laboratoire) à partir de 100 mg/kg de poudre de racine secondaire séchée[13] (5 mg correspondant à la quantité contenue dans 400 mg de racines secondaires séchées)[13]. Selon Marie-Claire Lanhers et al., l'harpagoside iridoïde ne semble toutefois pas être directement impliqué dans les propriétés anti-inflammatoires de la plante car il ne protège pas contre les effets inflammatoires de la carraghénane[14] utilisée dans les tests de laboratoire. D'autres composés produits par cette plante semblent donc impliqués, car une dose de 10 mg/kg montre en laboratoire un effet protecteur significatif[13] ;

Le β-sitostérol est l'un des composants actifs des harpagophytums médicinaux.

1. le β-sitostérol (stérol végétal, également trouvé dans d'autres végétaux, et dont la structure chimique est proche de celle du cholestérol);
2. la 8-p-coumaroylharpagide;
3. la 8-féruloylharpagide;
4. la 8-cinnamoylmyoporoside;
5. le pagoside;
6. l'actéoside;
7. l'isoactéoside;
8. le 6'-O-acetylacteoside;
9. l'acide cinnamique;
10. l'acide caféique.

L'association de plusieurs de ces molécules pourrait expliquer les propriétés anti-inflammatoires et anti-douleur de cette plante, mais il est également possible (mais à démontrer) que certaines de ces molécules soient modifiées lors du processus de digestion pour devenir plus actives.
Pour mieux les comprendre, les structures de ces composés ont notamment été explorées par des moyens spectroscopiques et pour certains par des études in vitro ou des tests in vivo, qui ont aussi permis d'ouvrir les pistes suivantes :
- Le mécanisme, ou l'un des mécanismes des effets anti-inflammatoires et analgésique des racines secondaires de la plante, semble in vitro lié à l'inhibition ou à la suppression des effets de la cyclooxygenase-2 et de l'iNOS, selon une expérimentation basée sur le traitement d'une inflammation expérimentalement induite par un lipopolysaccharide. L'extrait aqueux a effectivement supprimé la synthèse de la PGE2 et la production d'oxyde nitrique[15].
- Inhibition de l'élastase ? Les extraits aqueux de racines de H. procumbens et H. zeyheri semble présenter une activité inhibitrice de l'élastase. en 2003, une équipe de chercheurs a testé[16] des extraits de ces deux plantes et leurs principaux composés sur l'élastase de neutrophiles humains. L'étude a confirmé une inhibition, dépendant de la dose, mais qui était cependant - dans les conditions de laboratoire - « relativement faible »[16] et qui reste mal comprise.
- Activité anti-malaria ?  En 2003, dans le cadre de la recherche de nouveaux médicaments contre les résurgences du paludisme et pour surtout combattre les souches émergentes et antibiorésistantes de cette maladie, une autre étude a porté sur une éventuelle activité anti-plasmodium (in vitro) de deux diterpènes (abiétane[17]  et totarane[18]) également isolés dans la racine, la tige et les feuilles de Harpagophytum procumbens[19]. Les deux composés ont présenté une activité antiplasmodium significative (IC50 <1ug/ml) contre deux souches de Plasmodium falciparum, dont l'une était résistante à la chloroquine, avec une faible cytotoxicité contre deux lignées cellulaires d'érythrocytes de mammifères (CHO et HepG2) également exposées à ces deux diterpènes, ce qui évoque une faible cytotoxicité pour l'homme (à confirmer) pour une « activité antiplasmodium sélective »[19].

### Effets et efficacité
Il existait dans les années 1990 de fortes variations de teneurs en produits actifs selon l'origine des plantes et le mode de production (dans les gélules par exemple). Ceci rend difficile la comparaison de son efficacité avec celle d'autres médicaments traditionnels ou de la médecine dite « conventionnelle ».
On a montré au début des années 1980 que l'harpagophytum se montre plus efficace sur la douleur arthrosique qu'un placebo,.
Au début des années 1990, des études pharmacologiques sur le modèle animal suggèrent que l'extrait est nettement plus efficace que l'harpagoside seul, alors que cette molécule était supposée être le principe actif. Mais des résultats contradictoires d'études sur les effets analgésiques et anti-inflammatoire.
Il a été confirmé en 2000 qu'il est au moins aussi efficace que certains autres médicaments tels que la diacérhéine (démontré par une étude clinique multicentrique randomisé en double aveugle, publiée en 2000 et avec moins d'effets secondaires).
En 2004, une vingtaine d'études (dont 10 étaient randomisées en double aveugle avec un groupe-contrôle et 8 intégrant une comparaison avec un placebo et/ou d'autres traitements anti-inflammatoires AINS) étaient disponibles. La plupart avaient porté sur une utilisation à moyen ou long terme de douleurs chroniques d'origine musculosquelettique, plutôt que le traitement de douleurs aiguës.
Selon un dossier clinique d'évaluation de l’harpagophytum (synthèse publiée en 2004), une partie de ces études comportent de possibles biais ou restent à confirmer ; « la démonstration de l'efficacité de médicaments à base d'harpagophytum n'est pas transférable d'un produit à l'autre », pour certaines formulations, le niveau de preuve d'efficacité est faible et pour l'arthrose, on manque de comparatif versus traitement de référence.
Selon les données jugées fiables par une revue de la littérature en 2004 :
- il y avait « peu de preuves d'efficacité » pour un extrait éthanolique (traitement à 30 mg/jour d'harpagoside contre la gonarthrose et la coxarthrose)[2] ;
- il existe des « preuves d'efficacité modérée » pour une poudre d'harpagophytum (à 60 mg/jour d'harpagoside) dans le traitement de l'arthrose de la colonne vertébrale, de la hanche et du genou[2] ;
- il existe des « preuves d'efficacité modérée » pour un extrait aqueux d'harpagophytum aqueuse (à une dose de 100 mg/jour d'harpagoside) contre des exacerbations aiguës de douleurs chroniques non spécifique au dos[2] ;
- il existe des « preuves d'efficacité modérée » pour un extrait aqueux d'harpagophytum aqueuse (à une dose de 60 mg/jour d'harpagoside) (et pour des doses non inférieure à 12,5 mg par jour pour le rofécoxib =Vioxx®) contre des douleurs du dos chroniques et non spécifiques[2] ;
- Il existe des preuves solides pour l'efficacité d'un extrait aqueux d'harpagophytum (pour une dose équivalente à de 50 mg/j d'harpagoside) dans le traitement d'exacerbations aiguës de NSLBP chronique[2].

En Allemagne et au Royaume-Uni, plusieurs études,,, ont utilisé le « Doloteffin » (une préparation standardisée d'harpagophytum), qui ont conclu que H. procumbens a été plus efficace que le Vioxx dans le traitement de la lombalgie chronique et a été bien toléré après plus de quatre ans de traitement de H. procumbens seul.
H. procumbens semble également efficace dans le traitement de la douleur induite par des arthrites de la hanche et du genou, l'auteur qui a participé à plusieurs études sur les vertus analgésiques de la griffe du diable a conclu qu'avec un minimum de 50 mg par dose (pour un extrait standardisé) c'est une alternative à des analgésiques synthétiques, avec un faible risque d’effets secondaires indésirables.
Une étude (multicentrique en cabinet médical), publiée en 2005, ayant porté sur 614 patients (traitement de 8 semaines contre des affections rhumatoïdes de l’appareil locomoteur a conclu que le comprimé d’extrait sec d’H. procumbens est « bien toléré par les patients avec un minimum d’effets indésirables, ce qui entraîne une bonne compliance au traitement ».

### Dosages
Un examen systématique portant sur les plantes médicinales et la lombalgie a conclu en 2006 qu'une dose quotidienne standardisée de 50 à 100 mg de harpagoside donnait de meilleurs résultats qu'un placebo, et qu'une quelconque dose de harpagoside était aussi efficace que 12,5 mg de Vioxx par jour.
À des doses de 50 à 100 milligrammes, les herpagosides de H. procumbens semblent inhiber deux voies inflammatoires impliquant la cyclooxygénase (COX-2 seulement) et la lipoxygénase,.

### Effets indésirables et précautions d'usage...
Aucun effet indésirable grave n'a été décelé dans les essais d'usage interne.
- Quelques cas de diarrhée ont été signalés, ainsi qu'un purpura.
- Une interaction médicamenteuse est possible avec un anticoagulant oral (le Ticlopidine, Antiagrégant) et avec le Warfarin. Les patients doivent donc consulter un médecin avant de combiner l'harpagophytum avec l'un ces médicaments[37].
- Des problèmes d'estomac ont été évoqués par quelques auteurs : l'harpagophytum favoriserait la sécrétion d'acide gastrique (comme beaucoup d'anti inflammatoires), ce qui conduit certains auteurs à ne pas le recommander aux personnes ayant des problèmes d'ulcères, de gastrite ou d'excès d'acide gastrique[36]. D'autres considèrent qu'il n'y a au contraire pas d'indice d'effet adverse sur l'estomac car son activité anti-inflammatoire n'est pas liée à l'inhibition de la synthèse des prostaglandines, qui est à l'origine des effets secondaires gastro-intestinaux concernant les AINS[38]).
Les personnes avec des problèmes biliaires devraient aussi ne l'utiliser que sous la surveillance d'un médecin[39].
- calcul biliaire[36] ou insuffisance rénale[40] ;
- diabète[36] ;
- certaines maladies cardiovasculaires telles que l'hypertension[36] ;

Il est contre indiqué lors de la grossesse.

### Métabolisation
Harpagophytum procumbens et Harpagophytum zeyheri ne contiennent pas les mêmes quantités et composition de matière active ou potentiellement active, mais elles possèdent les mêmes activités anti-inflammatoires et analgésiques.
Une hypothèse était que les iridoïdes harpagide, harpagoside et 8-O-p-coumaroylharpagide contenus dans les poudres ou extraits de  H. procumbens et  H. zeyheri sont transformés lors de la digestion en d'autres molécules biologiquement actives.
Une thèse publiée en 1998 a confirmé que la flore bactérienne intestinale transforme ces molécules (en aucubinine B et en alcaloïde monoterpénique (2 composés nouveaux pour la science dits Béatrine 1 et Béatrine 2). Cette transformation peut être faite par voie chimique, par voie enzymatique et par voie microbiologique.  Les iridoïdes présents dans un extrait commercial d’Harpagophytum procumbens sont transformés, par voie chimique, en aucubinine B et en alcaloïdes alors que la seule action bactérienne ne permet aux  bactéries intestinales que de métaboliser les iridoïdes qu'elles rencontrent en aucubinine B (six souches bactériennes métabolisant le plus l'harpagoside en aucubinine B ont été inventoriées).

## Espèce menacée
Son efficacité, bien que faible, ayant été reconnue (voir ci-dessus), l'harpagophyton est fortement convoitée par les laboratoires pharmaceutiques.
Revers de la médaille, cette convoitise met en danger la plante : constatant une augmentation de 700 tonnes en 2001 à plus de mille tonnes exportées en 2002 par la seule Namibie (l'harpagophyton pousse à l'état sauvage dans le désert du Kalahari), le Comité pour les plantes réuni à Genève en 2003 dans le cadre de la CITES (Convention sur le commerce international des espèces de faune et de flore sauvages menacées d'extinction) s'inquiétait pour la « durabilité » de cette ressource et le caractère équitable de son commerce.
L'importance de la demande mondiale (probablement environ 1 000 tonnes de racines sèches par an dont 400 récoltées en Namibie) a conduit le gouvernement namibien à encadrer la culture et la cueillette par un cahier des charges précis.

L’Harpagophytum procumbens est aujourd'hui cultivé et cueilli sous protection d'une « charte » et d'un « quota » pour garantir sa pérennité en tant que ressource naturelle.[réf. nécessaire]

### Clonage et culture in vitro, une solution?
Les botanistes se sont donc intéressé aux possibilités de la dupliquer (cloner) par culture in vitro de Segments de nœuds simples et/ou des extrémités de pousses (où l'on trouve les cellules apicales), avec ou sans hormones de croissance végétale, sur un « milieu de Murashige et Skoog ».
Il a été constaté à cette occasion que l'ajout d'une auxine de synthèse (1-Naphthaleneacetic acid ou NAA) au milieu de culture accroit la croissance de la plantule in vitro, mais en induisant l'apparition de cals.

Le clonage doit cependant être pratiqué avec prudence pour conserver la diversité génétique de l'espèce et une bonne résistance aux maladies.